# Hickstead
Hickstead (Olanda, 2 marzo 1996 – Verona, 6 novembre 2011) è stato un cavallo stallone cavalcato dal cavaliere canadese Eric Lamaze. Con Lamaze ha conquistato un oro e un argento olimpici nel salto ostacoli.
Nato in Belgio, Hickstead era un olandese a sangue caldo, con un'altezza al garrese di 163 cm ed un mantello baio. Era di proprietà della Torrey Pines Stable e della Ashland Stables Inc.
Morì il 6 novembre 2011, durante la Fieracavalli di Verona, in seguito a un'emorragia interna dovuta alla rottura dell'aorta intrapericardica.
Ricordato ora a Spruce Meadows, dove si trova una statua eretta in suo onore.